# Francis Bacon (pintor)
Francis Bacon (Dublín, 28 d'octubre de 1909 – Madrid, 28 d'abril de 1992) va ser un pintor angloirlandès d'estil figuratiu molt personal. Centrat en la forma humana, els seus temes incloïen les crucifixions, els retrats a papes, els autoretrats, i els retrats a amics propers, amb figure abstractes sovint aïllades en estructures geomètriques. Bacon va rebutjar diverses classificacions per a la seva obra i va afirmar que lluitava per mostrar "la brutalitat dels fets." Es va construir una reputació com un dels gegants de l'art contemporani amb el seu estil únic.
Bacon deia que veia les imatges "en sèries", i la seva obra, formada pel voltant de 590 quadres existents juntament amb molts altres que ell mateix va destruir, se centrava típicament en un únic subjecte durant períodes llargs, sovint en formats de tríptic o díptic. El resultat es pot descriure a grans trets com seqüències o variacions de determinats motifs; inclosa la sèrie de quadres biomorfs dels anys 1930, inspirada en Picasso, les Eumènides dels anys 1940, que mostraven caps d'homes aïllats en habitacions d'estructures geomètriques, la sèrie dels 50 de "papes cridant", els animals i figures soles de finals dels anys 1950, les crucifixions de principis dels 60, els retrats d'amics posteriors, els autoretrats dels 70, i els quadres més freds i tècnics dels anys 1980.
Bacon no va començar a pintar fins que gairebé tenia trenta anys, havent estat decorador bon vivant i jugador de finals dels anys 20 i principis dels 30. Va arribar a dir que la seva carrera artística s'havia endarrerit perquè va passar massa temps buscant temes que l'interessessin. La seva entrada en el món de l'art va ser el tríptic de 1944 Tres estudis per a figures al peu d'una crucifixió, que va segellar la seva reputació com a cronista excepcionalment fred de la condició humana. Des de mitjans de la dècada dels 60, es va dedicar principalment a retratar amics seus i companys de beguda, ja fos en quadres sols, en díptics o en panells tríptics. D'ençà del suïcidi del seu amant George Dyer l'any 1971 (recordat en els seus Tríptics negres, i en un seguit de retrats pòstums) el seu art es va tornar més fosc, amb una mirada més cap a dins i més preocupat pel pas del temps i per la mort. El clímax d'aquest darrer període va estar marcat per les obres mestres Estudi per a autoretrat (1982) i Estudi per a autoretrat-tríptic (1985–86).
Malgrat la seva perspectiva existencialista i fosca, Bacon era carismàtic, eloqüent i molt llegit. Com a bon vivant, va passar la seva segona edat menjant, bevent i apostant en el barri londinenc del Soho amb els seus amics de similar estil de vida, inclosos Lucian Freud (tot i que van deixar de fer-se a mitjans dels 70, per raons que mai no van explicar), John Deakin, Muriel Belcher, Henrietta Moraes, Daniel Farson, Tom Baker i Jeffrey Bernard. Després del suïcidi de Dyer, es va allunyar molt d'aquest cercle, i tot i que seguia sent socialment actiu i la seva passió pel joc i la beguda van seguir, va establir una relació platònica i certament paternal amb el que seria el seu hereu, John Edwards.
Des de la seva mort, la reputació de Bacon no ha deixat de créixer, i les seves obres són molt aclamades, cares i van molt buscades en el mercat de l'art. A finals de segle, un cert nombre d'obres, que s'havia assumit que havien estat destruïdes, inclosos retrats papals de principis del 50 i retrats dels 60, van resorgir, establint rècords en els preus a subhasta.

## Primers anys
Va néixer a Dublín i la seva infantesa va transcórrer a Irlanda, tot i que se'l considera un pintor anglès a causa de les seves arrels familiars angleses i per haver desenvolupat bona part de la seva producció a Londres.
El seu pare era entrenador de cavalls de carreres a Dublín, però a causa de la Primera Guerra Mundial es van haver de traslladar amb la seva família a Londres l'any 1914. Durant els anys 1914 al 1925 la família va viure entre Anglaterra i Irlanda.
La infància de Francis Bacon no va ser fàcil, patia asma crònica i va tenir una formació escolar poc regular perquè la malaltia li impedia anar al col·legi, en especial quan els atacs d'asma eren aguts l'administraven morfina. Va ser expulsat de casa pel seu pare quan tenia 16 anys, en manifestar les seves inclinacions homosexuals.

## Inici dins el món de l'art
El 1926 va començar a prendre lliçons de dibuix a l'Escola de Sant Martí de les Arts de Londres. A partir de 1927 viu entre París i Berlín, on comença a treballar com decorador d'interiors, és en aquesta etapa quan s'inicia en la pintura sense aconseguir però, èxit en els primers quadres.
Va residir durant mig any prop de Chantilly, allotjat a casa d'una pianista i aficionada a l'art que havia conegut en una exposició a París. Va ser durant l'estada a Chantilly que admira el quadre La massacre dels innocents de Poussin, conservat al Museu Condé situat en aquesta localitat. Aquest quadre li va inspirar múltiples obres. Però la influència més important que el porta a pintar és una visita a una exposició de Picasso a París, que el va impressionar i aquesta seria la futura influència en el seu treball, com va dir: «Aquells pierrots, nus, paisatges i escenaris em van impressionar molt, i després vaig pensar que potser jo també podria pintar».
Va decidir que el tema de les seves pintures seria la vida en la mort, hi havia la recerca del seu jo més vital, però també del més autodestructiu. Michel Leiris li va suggerir que «el masoquisme, el sadisme i gairebé tots els vicis, en realitat, eren només maneres de sentir-se més humà».
El 1929 torna a Londres, i de manera autodidacta comença a pintar a l'oli. No obstant no havia aconseguit el reconeixement, i quan va complir 35 anys, pel seu caràcter temperamental, va destruir gairebé tots els seus quadres. Envers l'any 1944 és quan finalitza el tríptic Tres estudis de figures al costat d'una crucifixió (Three Studies for Figures at the base of a Crucifixion; Tate Modern de Londres), un quadre que va guanyar l'acceptació i va ser molt ben rebut per la crítica, a més de ser considerat com un dels quadres més originals en l'art del segle xx.
A finals dels anys 40 va començar a conformar el seu estil més inconfusible. El 1949, el Museu d'Art Modern de Nova York (MOMA) va comprar una obra seva. També en aquest any comença la sèrie de versions sobre el Retrat d'Innocenci X de Velázquez, Palazzo Doria-Pamphili de Roma; avui en dia se'n conserven més de 40. S'explica que Bacon es va guiar per fotografies i que es va negar a veure el quadre original, tot i tenir ocasió de fer-ho; hi ha qui sospita que aquesta afirmació era una broma i sí que va contemplar l'original de Velázquez.

## Un caràcter singular
Francis Bacon va realitzar algunes de les pintures més punyents de l'art contemporani. Margaret Thatcher les va menysprear considerant-les «fastigosos trossos de carn») però el seu caràcter era tan atípic com poc donat a cridar l'atenció. El 1964 va conèixer a George Dyer, el seu amant per molts anys, de la manera més xocant: el va sorprendre robant en el seu taller (segons relata el mateix artista) van acabar la nit dormint junts. La seva relació va ser bastant turmentada, tot i que va inspirar múltiples obres a l'artista, Dyer va acabar suïcidant-se amb barbitúrics l'any 1971. Tres anys després Bacon va iniciar la seva relació més estable, amb el jove John Edwards, que heretaria els seus béns (valorats en 11 milions de lliures).
Bacon portava una vida més aviat solitària i poc donada a escàndols. Va viure etapes de gran activitat sexual i tenia gustos i interessos inusuals, però vestia de manera austera i seguia una rutina diària més pròpia d'un treballador. Després de pintar, acudia a pubs a beure cervesa. Curiós i desordenat, Bacon acumulava al seu taller innombrables retalls de premsa i fotografies d'obres d'art antigues, especialment de Velàzquez. També li interessaven les velles pel·lícules d'atletes saltant i corrent, així com d'aus i altres animals, ja que li fascinava el moviment dels éssers vius. El taller de Bacon estava tan desordenat, que l'artista trepitjava les seves pròpies obres. Solia rebutjar-ne moltes, si no estava satisfet amb elles; una vegada en va lliurar diverses a un electricista que havia acudit a reparar alguna cosa. Dècades després, aquestes peces van ser subhastades i van aconseguir altes xifres.
El taller de Bacon va ser donat pel seu hereu John Edwards al museu Hugh Lane Municipal Gallery de Dublín. Va ser desmuntat i traslladat com una obra d'art en si mateixa a aquest museu.
Bacon visitava el Museu del Prado amb relativa freqüència, de vegades en privat, quan el museu estava tancat. Es remoreja que els seus últims viatges a Madrid es van deure al fet que mantenia una relació amb «un banquer espanyol» de nom Josep, que va rebre algunes pintures seves, però aquesta qüestió es manté sota un mantell de silenci. Del 3 de febrer al 19 d'abril de 2009 el Prado va acollir una exposició antològica de Bacon, autoorganitzada amb els museus Tate Modern de Londres i el Metropolitan de Nova York.

## Obra
Els quadres de Bacon tenen influència de Munch en els traços i de les tonalitats de Van Gogh, també es percep la influència de Goya, ja que va plasmar l'angoixa en els seus quadres. Bacon va treballar tant la representació de la figura masculina com la femenina, que en general apareix de forma desfigurada i fins i tot de manera aterridora, en espais tancats i foscos.
Els retrats i autoretrats són una gran part de les pintures, destaca entre ells George Dyer en un mirall (Portrait of George Dyer In a Mirror, 1968), del Museu Thyssen-Bornemisza de Madrid, on reflecteix la fragilitat de l'ésser i l'època que va viure, la Segona Guerra Mundial.
En altres quadres com Cap envoltat de carn de vaca (Head Surrounded by Sides of Beef, 1954), de l'Institut d'Art de Chicago, i en la sèrie Gossos que grunyen (Dogs), Bacon reflecteix el bel·licisme, la capacitat de l'ésser humà per ser violent i la inclinació de la naturalesa humana per la violència.
Al llarg de tota la seva carrera Bacon va recórrer a l'informalisme, l'expressionisme i al surrealisme, però els seus quadres pertanyen al que s'ha anomenat Nova Figuració, una tendència de postguerra que reprèn la figura humana però, alhora, la distorsiona. No obstant això, per a alguns autors l'obra de Francis Bacon no pertany a aquest corrent. Es tracta d'una pintura de tall expressionista però molt difícil de classificar, perquè mai va pertànyer a cap moviment artístic. Simplement va prosseguir el que ell va considerar (en les entrevistes que li va fer David Sylvester al llarg dels anys seixanta) una línia pictòrica postpicassiana, seguint la via oberta que Picasso va deixar amb la figuració i la representació obsessiva del cos humà. Segons el filòsof francès Gilles Deleuze, autor d'un dels assajos que millor analitzen l'obra del pintor (Francis Bacon: Logique de la sensation), les figures de Bacon són les que millor representen l'home del segle XX: si Cézanne ho va fer amb el paisatge, Giacometti i Bacon van portar l'home a la millor representació artística, amb relació a l'home angoixat per la vida, però entusiasmat per l'art.
A més del Museu Thyssen, altres museus espanyols que compten amb obra de Bacon són el Museu Reina Sofia de Madrid (Nu tombat) i el Museu de Belles Arts de Bilbao (Figura reclinada davant d'un mirall).

## Cotitzacions astronòmiques
L'art de Francis Bacon ha experimentat un extraordinari repunt de preus al mercat de les subhastes. Apreciat només per uns pocs coneixedors i col·leccionistes fins que va arribar a una edat madura, Bacon va veure com els seus preus ascendien a principis dels anys 90, però no va viure el suficient per presenciar aquest fenomen en tot el seu abast real. Semblava com si es volgués mantenir aliè al seu èxit; seguia una rutina aparentment anodina i vestia amb vestidures fosques i d'aspecte més aviat bohemi. Segons les males llengües, alguns dels seus companys sexuals se n'aprofitaven d'ell econòmicament, i també la seva galeria habitual, Marlborough Fine Art, va ser acusada d'esprémer a l'artista només per lucre, dosificant l'arribada de les seves obres al mercat per contenir (o elevar) els seus preus.
Bacon va subscriure el 1954 un contracte d'exclusivitat amb Marlborough, que va mantenir fins a la seva mort. Aquest acord incloïa no només la venda de les seves obres, sinó també els drets de reproducció fotogràfica d'aquestes. El 2003, Marlborough mantenia un litigi amb el Bacon Estate (hereus de Bacon).
Les dues pintures existents al Museu Reina Sofía de Madrid i al Museu de Belles Arts de Bilbao es van adquirir a la dècada de 1980, abans de l'auge de les cotitzacions. Segons la revista Descubrir el Arte, el Nu tombat va ser comprat per uns 60 milions de pessetes i ara es cotitza per sobre dels 4.000 (25 milions d'euros). El polèmic artista contemporani Damien Hirst va pagar uns 23 milions d'euros per una important obra de Bacon, a qui va lloar en afirmar: «Va fotre a l'infern». S'ha volgut erigir Bacon en antecessor o avi dels anomenats Young British Artists, tot i que tots els crítics rebutgen aquest vincle. El magnat Roman Abramóvitx va pagar uns 86 milions de dòlars (54,5 milions d'euros) per una altra obra seva, Tríptic 1976, per tal de regalar-la a la seva xicota, Dària Júkova.
Segons l'esmentada revista, són diversos els col·leccionistes espanyols que disposen d'obres de Bacon, un fenomen inusual tractant-se d'un artista contemporani estranger, tan cotitzat i d'estil si més no inquietant. S'explica que Alícia Koplowitz posseïa un quadre seu, i que el va vendre perquè li resultava desagradable per casa. Va ser una decisió equivocada, ja que poc després els preus de l'artista es van elevar exageradament. L'empresari Juan Abelló té potser el millor repertori de Bacon a Espanya, amb dos tríptics i un rar dibuix de 1933.

## Bacon al cinema
El personatge de Francis Bacon va ser portat al cinema pel director John Maybury el 1998, a la pel·lícula L'amor és el dimoni. Derek Jacobi va encarnar Bacon, i el personatge de la seva parella George Dyer va ser interpretat per un jove Daniel Craig, després famós per les pel·lícules de James Bond. En el film hi va intervenir també Tilda Swinton. L'obra i estil de Francis Bacon està latent en l'obra cinematogràfica i televisiva del cineasta David Lynch. Podem apreciar aquesta influència en els colors predominants en l'obra de Lynch, en l'ús de telons de fons d'escenes amb significació onírica i, en general, a la fotografia i planificació de tendència expressionista del cineasta Nord-americà